# Bent (Új-Mexikó)
Bent statisztikai település az új-mexikói Otero megyében, az Egyesült Államokban. A 2020-as népszámlálás idején a lakosság száma 150 fő volt. A 70-es autópálya áthalad a településen.

## Története
Bent postáját 1906-ban hozták létre, a nevét George Bent üzletemberről kapta, aki fontos szerepet játszott a helyi bányásziparban.

## Népesség
| 2010 | 119 |
| 2020 | 150 |